# Bergpaka
Das Bergpaka (Cuniculus taczanowskii) ist neben dem Paka (Cuniculus paca) die zweite Nagetierart aus der Gattung der Pakas (Cuniculus) innerhalb der Meerschweinchenverwandten.

## Forschungsgeschichte

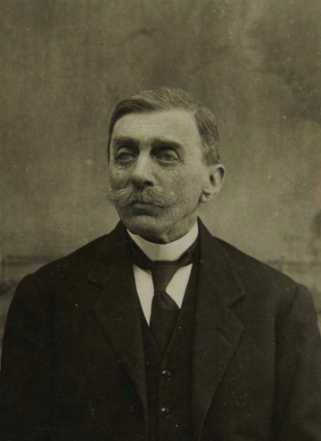
Erstbeschreiber Jan Sztolcman

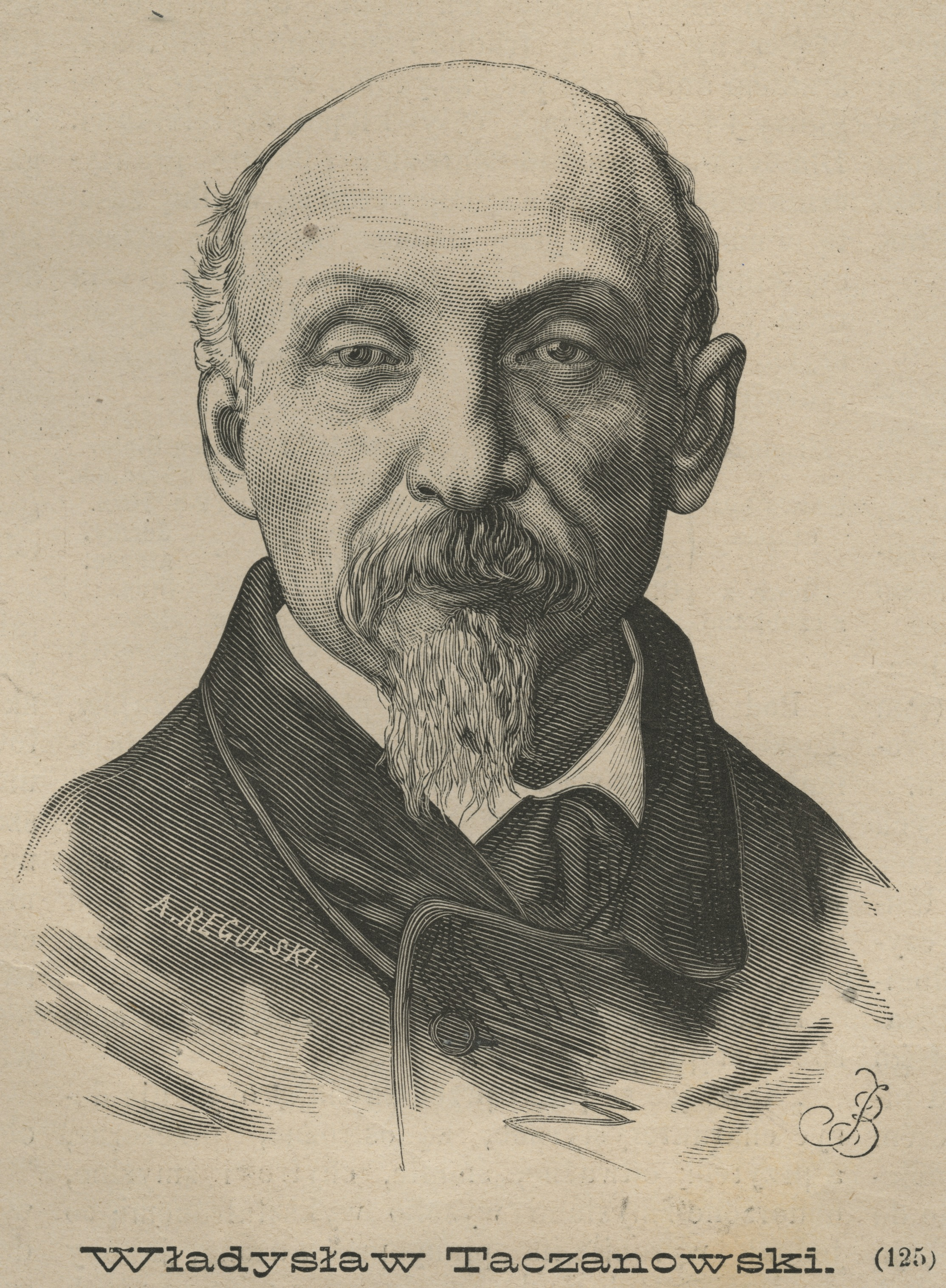
Namenspatron Władysław Taczanowski

Die Erstbeschreibung der Art erfolgte 1885 durch den polnischen Naturforscher Jan Sztolcman unter der Bezeichnung Coelogenys taczanowskii. Der Artzusatz taczanowskii ehrt den polnischen Zoologen und Sztolcmans Lehrer Władysław Taczanowski. In einigen Werken, darunter auch in der dritten Auflage des ersten Bandes von „Mammal Species of the World“, wird das Jahr der Erstbeschreibung fälschlicherweise mit 1865 angegeben.
Sztolcman standen für die Erstbeschreibung zwei Exemplare, ein weibliches und ein männliches, zur Verfügung, die er von Einheimischen der ecuadorianischen Provinz Tungurahua erhalten hatte. Beide Typusexemplare wurden nach Warschau gebracht, wo sie im weiteren Verlauf am Staatlichen Zoologischen Museum (heute Museum und Institut für Zoologie der Polnischen Akademie der Wissenschaften - MIZ PAS) aufbewahrt wurden. Spätestens nach Ende des Zweiten Weltkrieges galten beide Exemplare als verschollen oder zerstört. Erst bei einer umfassenden Revision der Archivbestände am MIZ PAS in den Jahren 2015/16 konnte zumindest eines der beiden Typusexemplare wiedergefunden werden.
Der britische Zoologe Oldfield Thomas stellte die von Sztolcman beschriebene Art 1905 in die Gattung Agouti. Gleichzeitig beschrieb er mit Agouti sierrae aus der Sierra Nevada de Mérida in Venezuela eine zweite Art von Bergpakas. Ein weiteres Exemplar aus Ecuador wurde 1913 durch den schwedischen Zoologen Einar Lönnberg als neue Unterart Agouti (Coelogenys) sierrae andina beschrieben. Oldfield Thomas führte 1924 für die Bergpakas eine eigene Gattung Stictomys ein und unterschied mit Stictomys taczanowskii, Stictomys sierrae und Stictomys andina insgesamt drei Arten. George Henry Hamilton Tate befürwortete 1935 zwar Thomas’ Entscheidung, wertete Stictomys andina jedoch als Unterart von Stictomys taczanowskii (Stictomys taczanowskii andina) neben der Nominatform Stictomys taczanowskii taczanowskii.
Die Kombination Cuniculus taczanowskii wurde erstmals vom US-amerikanischen Zoologen Ned Hollister verwendet, der 1913 darauf hinwies, dass dem Gattungsnamen Cuniculus Brisson, 1762, als der ältesten verfügbaren Bezeichnung für Pakas, der Vorzug zu geben sei. Zwar verwarf die ICZN-Kommission 1925 in ihrer „Opinion 90“ die Verwendung der Gattungsbezeichnung Coelogenys zu Gunsten von Hollisters Vorschlag, es wurde aber auch festgehalten, dass einige Autoren Namen, die durch Brisson eingeführt worden waren, grundsätzlich ablehnten und statt Cuniculus Brisson, 1762 die Gattungsbezeichnung Agouti Lacépède, 1799 als gültig erachten würden. In Bezug auf das Bergpaka kam erschwerend dazu, dass auch die Gattungsbezeichnung Stictomys nicht allgemein anerkannt wurde. Bereits 1940 wies John Reeves Ellerman darauf hin, dass die Unterschiede zwischen Paka und Bergpaka zu gering wären, um eine Trennung in zwei Gattungen zu rechtfertigen. Er unterschied innerhalb der Gattung Cuniculus zwei Formengruppen mit jeweils einer Art (Cuniculus paca und Cuniculus taczanowskii) und mehreren Unterarten.
Die unklare Situation führte dazu, dass während des 20. Jahrhunderts über mehrere Jahrzehnte hinweg in der Fachliteratur unterschiedliche wissenschaftliche Bezeichnungen für Bergpakas in Gebrauch waren. Neben der heute gebräuchlichen Kombination Cuniculus taczanowskii finden sich auch die Bezeichnungen Agouti taczanowskii und Stictomys taczanowskii sowie Varianten, in denen Stictomys im Rang einer Untergattung (Cuniculus (Stictomys) taczanowskii oder Agouti (Stictomys) taczanowskii) gewertet wird. In einer weiteren Entscheidung („Opinion 1894“) legte die ICZN-Kommission 1998 schließlich unzweifelhaft fest, dass die Gattungsbezeichnung Agouti Lacépède, 1799 als Juniorsynonym von Cuniculus Brisson, 1762 zu verwerfen ist. In jüngeren taxonomischen Werken wird das Bergpaka als monotypische Art Cuniculus taczanowskii geführt. Die Unterscheidung von Unterarten wird aus Mangel an entsprechenden zoogeographischen Daten abgelehnt.

### Agouti thomasiEaton, 1916
Während der ersten Grabungsarbeiten in Machu Picchu unter der Leitung von Hiram Bingham wurden in der Umgebung der Ruinenstadt 1912/13 auch mehrere Gräber untersucht, in denen sich neben menschlichen Überresten vereinzelt auch Knochen von Pakas befanden. Die Funde wurden 1916 durch George F. Eaton als eigenständige Art Agouti thomasi beschrieben. Thomas selbst berücksichtigte Agouti thomasi nicht als Form der Bergpakas, als er 1924 die Gattung Stictomys einführte. Stattdessen stellte er Vergleiche mit Coelogenys guanta und Coelogenys sublaevis an; zwei Taxa, die heute als Juniorsynonyme von Cuniculus paca gewertet werden. Tate wertete das Taxon 1935 als nomen nudum, hatte aber offenbar keine Kenntnis von Eatons Beschreibung. Aufgrund der Höhenlage der Fundorte und auf Basis einiger anatomischer Merkmale des Schädelskeletts wird Agouti thomasi in jüngeren Arbeiten als Synonym von Cuniculus taczanowskii angesehen.

## Merkmale
Gestalt und Größe des Bergpakas entsprechen weitgehend jenen des Pakas (Cuniculus paca). Das Fell ist jedoch, insbesondere am Rücken, länger, dichter und weicher. Die Grundfärbung des Fells ist dunkler und kann, im Gegensatz zum rötlichbraunen Fell des Pakas, eher als schwarzbraun bezeichnet werden. Die charakteristische Fellzeichnung aus hellen Flecken und Längsstreifen erstreckt sich bis auf den Rücken und ist nicht auf den oberen Bereich der Flanken beschränkt. Die Fußsohlen sind granuliert und nicht, wie bei Cuniculus paca, glatt.
Weitere Unterschiede zum Paka liegen in der Anatomie des Schädelskeletts. Die Jochbeine, die bei beiden Arten die Grundlage für dicke Backentaschen bilden, sind beim Bergpaka weniger stark nach außen gewölbt, dafür aber weiter vom Schädel abgespreizt. Die Augenhöhlen sind größer und liegen weiter hinten am Schädel. Der Infraorbitalkanal (Canalis infraorbitalis), eine Öffnung für den Nervus infraorbitalis unterhalb der Augenhöhlen, ist breiter und weiter geöffnet. Der Processus postorbitalis, ein Fortsatz des Stirnbeins im hinteren Bereich der Augenhöhlen, ist deutlicher ausgeprägt als beim Paka. Das Nasenbein ist länger und kräftiger gebaut. Das Foramen incisivum ist beim Bergpaka breiter und tiefer ausgebildet, das Foramen ovale ist hingegen kleiner als beim Paka.
Am Unterkiefer sind der Processus condylaris und der Knochenfortsatz am Unterkieferwinkel (Angulus mandibulare) kräftiger ausgebildet als bei Cuniculus paca. Der Kronenfortsatz (Processus coronoideus) ist dagegen kürzer und weist eine weitgehend gerade Abschlusskante auf.

### Genetik
Zum Karyotyp des Bergpakas liegen nur wenige und sich widersprechende Angaben vor. Alfred L. Gardner bestimmte 1971 an einem einzelnen, weiblichen Exemplar aus Peru einen diploiden Chromosomensatz von 2n=42 bei einer Anzahl von FN=80 Chromosomenarmen. Eine 2010 veröffentlichte Analyse des Karyotyps von mehreren Bergpakas aus der Andenregion Kolumbiens kam dagegen zu einem vollkommen anderen Ergebnis. Die Autoren dieser Studie fanden bei Bergpakas aus der östlichen Kordillere Kolumbiens einen diploiden Chromosomensatz von 2n=78 bei einer Anzahl von FN=82 Chromosomenarmen und bei Individuen aus der kolumbianischen Zentralkordillere einen diploiden Chromosomensatz von 2n=72 bei FN=82. Dies wurde zum Anlass genommen, die „2n=72-Population“ der kolumbianischen Zentralkordillere als eigenständige Art Cuniculus hernandezi auszuscheiden. Die entsprechende Publikation enthält jedoch zahlreiche methodische und formale Mängel und genügt nicht den Mindestanforderungen der ICZN für Erstbeschreibungen. Cuniculus hernandezi wird deshalb als nomen nudum gewertet und Cuniculus taczanowskii bleibt damit vorerst das einzige Taxon der Bergpakas, obwohl die Existenz von weiteren Unterarten und/oder Kryptospezies als wahrscheinlich erachtet wird.

## Habitat und Verbreitung
Bergpakas bewohnen die Bergwälder der nördlichen Anden in Höhen zwischen 2000 und 4000 m über dem Meeresspiegel. Das Verbreitungsgebiet erstreckt sich vom Nordwesten Venezuelas über Kolumbien, Ecuador und Peru bis in den Nordwesten Boliviens, wo im Jahr 2002 erstmals ein Exemplar der Art gefunden wurde. Gebiete mit verwilderten Haushunden scheinen sie zu meiden.

## Lebensweise
Über die Lebensweise der Bergpakas ist nur sehr wenig bekannt. Detaillierte Feldstudien dazu sind kaum vorhanden. Die Auswertung von Kamerafallen im peruanischen Waldschutzgebiet Pagaibamba und angrenzenden Waldgebieten belegt eine weitgehend nachtaktive Lebensweise mit Hauptaktivitätszeiten in der ersten Nachthälfte zwischen 20:00 und 22:00 Uhr. Analoge Untersuchungen im Umfeld des Tamá Nationalparks im Grenzgebiet zwischen Kolumbien und Venezuela lieferten ähnliche Ergebnisse.
Bergpakas ernähren sich vermutlich ausschließlich herbivor. Eine Analyse von Kotproben aus verschiedenen Gebieten der Wolkenwälder im Municipio Zipacón des kolumbianischen Departamento de Cundinamarca ergab ein deutliches Überwiegen von Blatt- (52,90 %) und Wurzelresten (20,22 %) gegenüber den Überresten der Sprossachse (14,28 %) oder Früchten (12,57 %). Die regional begrenzte Studie lieferte zudem Hinweise darauf, dass Bergpakas bestimmte Pflanzen bevorzugen, deren Überreste, im Vergleich zu ihrer Häufigkeit im jeweiligen Untersuchungsgebiet, überproportional oft in den Kotproben identifiziert werden konnten. Dazu zählten insbesondere Überreste von Streifenfarnen (Asplenium sp.), des Heidekrautgewächses Thibaudia floribunda  und verschiedenen Kermesbeerenarten (Phytolacca sp.).

## Gefährdung
Das Bergpaka wird in der Roten Liste gefährdeter Arten als „potentiell gefährdet“ („Near Threatened“) geführt. Als Gründe für die Einstufung werden möglicherweise signifikant rückläufige Bestandszahlen und weiträumiger Habitatverlust in einem Großteil des Verbreitungsgebietes genannt.